# Карл Друм
Карл Друм (нім. Karl Drum; 31 липня 1893, Дімеринген — 2 квітня 1968, Мерсбург) — німецький офіцер, генерал авіації (1 липня 1944).

## Біографія
1 липня 1913 року вступив в 14-й Баденський саперний батальйон. Закінчив військове училище в Меці (1914). Учасник Першої світової війни, 9 червня 1915 року важко поранений. Пройшов льотну підготовку (1916) і 4 квітня 1916 року переведений в авіацію, льотчик-спостерігач. Після демобілізації армії залишений у рейхсвері, командир піхотної роти. 15 вересня 1929 року переведений в Імперське воєнне міністерство, де займався питаннями таємного відродження ВПС. 1 квітня 1933 року переведений в люфтваффе. З 1 травня 1934 року — інструктор з тактики, з 1 травня 1935 року —начальник курсу авіаційного училища в Гільдесгаймі. З 1 квітня 1936 року — начальник авіаційного училища в Брауншвейзі і начальник авіабази.
З 1 квітня 1939 по 15 березня 1941 року — начальник штабу генерала люфтваффе при головнокомандувачі сухопутними військами. З 1 квітня по 4 вересня 1939 року — одночасно начальник штабу командувача армійськими авіаційними і зенітними формуваннями. З 15 березня 1941 року — командувач ВПС групи армій «Південь». З жовтня 1941 року — начальник штабу командувача військами в Нідерландах генерала Фрідріха Хрістіансена. З 1 жовтня 1942 по 10 листопада 1943 року — командир 11-ї авіапольової дивізії. З 1 липня 1944 року — начальник авіаційної області «Західна Франція» (з 6 вересня 1944 року — 5-а авіаційна область в Штутгарті). 21 вересня 1944 року заарештований за звинуваченням у саботажі і пораженчестві, в грудні виправданий військовим судом. 28 лютого 1945 року звільнений у відставку.

## Нагороди
- Залізний хрест 2-го класу (27 жовтня 1914)
- Орден Церінгенського лева, лицарський хрест 2-го класу з мечами (12 березня 1915)
- Залізний хрест 1-го класу (6 квітня 1915)
- Орден Альберта (Саксонія), лицарський хрест 2-го класу з мечами (2 грудня 1917)
- Королівський орден дому Гогенцоллернів, лицарський хрест з мечами (29 березня 1918)
- Нагрудний знак пілота-спостерігача (Пруссія)
- Нагрудний знак «За поранення» в чорному
- Почесний хрест ветерана війни з мечами
- Медаль «За вислугу років у Вермахті» 4-го, 3-го, 2-го і 1-го класу (25 років)
- Комбінований Знак Пілот-Спостерігач
- Застібка до Залізного хреста 2-го і 1-го класу